# 360 Total Security
360 Total Security是360安全中心推出的一款面向海外地区的Windows、Mac OS操作系统下的计算机安全辅助软件。功能主要有清除恶意软件、扫描木马、修补系统漏洞、清理系统垃圾、清理使用痕迹、优化等功能。

## 歷史與發展

### 2014年
- 2014年1月，奇虎360公司授权台湾的代理商希悦资讯发行台湾繁体中文版本。

- 2014年2月25日，奇虎360公司发布360 Total Security。

## 基本功能
- 電腦體檢：檢查電腦的各項安全，提供電腦的故障修復。
- 病毒掃描：找出电脑中疑似木马的程序，提供360云查杀引擎、系统修复引擎、QVMII人工智能引擎，Avira引擎，BitDefender引擎。
- 优化加速：检查系统是否需要优化从而增加电脑速度。提供一键加速（启动项、计划任务、应用软件服务、系统关键服务、网络性能优化）的服务。
- 電腦清理：提供電腦清理、上網痕跡、電腦插件、註冊表等五項清理，電腦自我清理功能。

## 其他功能
- 360文件衛士
- 系統備份清理
- 系統壓縮
- 防火牆
- 路由器衛士
- 隔離沙箱
- 漏洞修復：檢查您電腦的漏洞是否處於正常的狀態。
- 機碼清理
- 瀏覽器防護